# Zuko
Zuko (蘇科T, Sū kēP) è un personaggio immaginario, uno degli antagonisti principali e, in seguito, uno dei protagonisti della serie animata statunitense Avatar - La leggenda di Aang, creato da Michael Dante DiMartino e Bryan Konietzko.
Zuko è un principe, dominatore del fuoco, figlio primogenito del signore del fuoco Ozai, nipote di Iroh e principale antagonista di Aang nella prima stagione. Nel corso della seconda stagione Zuko lascia in parte il ruolo da antagonista, per poi riprenderlo alla fine della stessa; nella terza stagione Zuko deciderà invece di unirsi al gruppo dell'Avatar e insegnerà ad Aang il dominio del fuoco.
Nell'episodio Il disertore della prima stagione de La leggenda di Aang, il nome di Zuko è stato elencato su un poster della Nazione del Fuoco come "祖 寇" (zǔ kòu). Ne I racconti di Ba Sing Se della seconda stagione, il suo nome era scritto come "蘇科" (sū kè) nel titolo d'apertura dell'episodio.

## Biografia del personaggio

### Avatar - La leggenda di Aang
Figlio primogenito del signore del fuoco Ozai, il piccolo Zuko è sempre stato considerato debole dal padre, nonostante i suoi sforzi, e vessato dalla perfida sorella Azula che il padre gli preferisce. In seguito il principe entra nell'orbita dello zio Iroh, fratello maggiore di Ozai, il quale è intenerito dal ragazzo e lo tratta come un figlio, dopo aver perduto il suo in guerra. All'età di tredici anni, durante un consiglio di guerra della Nazione del Fuoco, Zuko prende la parola non interpellato, mancando di rispetto a un generale, e criticando la sua strategia la quale era fondata sul massacro calcolato di un drappello di giovani reclute. Il signore del fuoco Ozai si adirò, considerando l'intemperanza del figlio come un'offesa gravissima da risolvere con un duello rituale di Agni Kai. Zuko scoprì amaramente che il suo sfidante non sarebbe stato il generale ma addirittura il padre Ozai. A questo punto il principe chiese perdono ma il signore del fuoco non mostrò pietà del figlio: dopo avergli ustionato e deturpato metà della faccia, Ozai esiliò Zuko, concedendogli di tornare solo dopo aver catturato l'Avatar. Zuko parte quindi accompagnato dal buon Iroh, che cerca di dargli buoni consigli e di fargli perdere l'amarezza che porta dentro. Zuko si traveste talvolta con una maschera da demone blu che ne cela l'identità, diventando lo "Spirito blu", un ninja spericolato, dedito ai sabotaggi o alle ruberie che diventa un ricercato dalla Nazione del Fuoco. Progredendo nella serie, Zuko arriva a scoprire di essere diretto discendente dell'Avatar Roku, e comprende che deve schierarsi con Aang per poter così rimediare agli errori del suo bisnonno paterno Sozin. Pur con molte difficoltà, alla fine Zuko riesce a farsi accettare nel gruppo, e diviene il maestro di Aang nel dominio del fuoco. Zuko partecipa poi alla battaglia finale contro la Nazione del Fuoco, combattendo insieme a Katara contro Azula, riuscendo a sconfiggerla. In seguito proclama la fine della guerra e viene eletto signore del fuoco, riconciliandosi con la fidanzata Mai, sua amica d'infanzia e di Azula.

#### Fumetti
Dopo la cerimonia di incoronazione di Zuko, il diciassettenne Signore del Fuoco chiede ad Aang di promettere di ucciderlo se mai diventasse come suo padre. Aang accetta con riluttanza. Un anno dopo, Zuko sta lavorando con le altre nazioni per riportare le terre coloniali insediate nel Regno della Terra come parte del Movimento per la restaurazione dell'armonia. Kori Morishita tenta di assassinare Zuko per rappresaglia per aver trasferito con la forza i residenti multiculturali delle colonie della nazione del fuoco. Zuko si reca nella città natale di Kori, Yu Dao, dove incontra persone di origini della Nazione del Fuoco e del Regno della Terra che vivono e lavorano insieme. Zuko entra in conflitto con se stesso e consulta l'imprigionato Ozai, che avvisa Zuko che qualunque decisione prenda è intrinsecamente la scelta corretta perché esercita il potere del Signore del Fuoco. Zuko decide di uscire dal Movimento per la restaurazione dell'armonia. Il Re della Terra risponde con una propria forza militare e Zuko è costretto a condurre truppe a Yu Dao per proteggere i civili della Nazione del Fuoco. Nella battaglia, Aang e Zuko si scontrano. Tuttavia, Katara convince il Re della Terra che le colonie non sono né Nazione del Fuoco né Regno della Terra, ma piuttosto un popolo multiculturale. La pace viene ripristinata e Zuko si rende conto che costringere Aang a fare la promessa era un modo per distanziarsi dalle sue responsabilità di Signore del Fuoco. Rilascia Aang dalla promessa e i due ristabiliscono la loro amicizia e fiducia.
Nel sequel del primo adattamento a fumetti della serie di cartoni animati, The Search, Zuko porta sua sorella minore Azula - ora sedicenne - davanti al padre Ozai per discutere su dove si trovi la madre Ursa perduta da tempo. Successivamente viene rivelato che Azula ha accesso alle lettere scritte da Ursa a Ikem (un possibile amante), nascosto da Ozai. È stato anche rivelato che Azula desidera uccidere Ursa. Più tardi, Zuko trova nascosta una nota di Azula, che afferma che Ursa voleva tornare nella sua città natale, ma si è trattenuta per proteggere Zuko. Ozai mentì a Ursa e le disse che aveva ucciso Ikem. Per salvare la vita di Zuko, Ursa realizzò per Ozai una pozione tossica che poteva usare su suo padre Azulon e diventare Signore del Fuoco. Dopo il suo esilio, Ursa tornò nella sua città natale e trovò Ikem ancora vivo, ma con una nuova faccia e un nome che gli erano stati dati da uno spirito per proteggersi. Anche a Ursa viene concesso un nuovo volto, ma scelse di cancellare i ricordi dei suoi figli poiché non poteva sopportare il dolore di essere stata separata da loro. Quindi sposa Ikem con la sua nuova identità e hanno una figlia insieme. Azula rintraccia la madre e per poco non la uccide, ma viene fermata da Zuko. Senza i suoi ricordi, Ursa si scusa per non averla amata abbastanza e averla abbandonata se è davvero la madre di Azula. La mente di Azula è ancora a pezzi e a quel punto scappa nella foresta, rifiutando l'offerta di Zuko di aiutarla. Ursa ha restaurato il suo vecchio volto e i ricordi e si scusa anche con Zuko, che non la biasima. Nel seguente arco di fumetti, The Rift, Iroh menziona che Ursa e la sua nuova famiglia stanno visitando la capitale della Nazione del Fuoco con il supporto di Zuko.
Zuko viene scortato a casa nella capitale della Nazione del Fuoco dal team Avatar per aiutare sua madre, Ursa, e la sua nuova famiglia ad adattarsi alla vita reale. Sfortunatamente, un'antica profezia è predetta che Zuko deve essere detronizzato immediatamente o l'annientamento si abbatterà nel paese. Un gruppo di creature conosciute come Kemurikage inizia a rubare i bambini e la società Nuova Ozai, una società segreta dedicata alla detronizzazione di Zuko, inizia a cercare di causare problemi per far cadere Zuko. Zuko lavora con Mai e Aang per ristabilire l'ordine, tuttavia, agisce spietatamente con il suo popolo dopo che sua sorella Kiyi è stata rapita. Più tardi, viene rivelato che Azula aveva pianificato il tutto nonostante apparentemente venisse a patti che il suo destino non sarebbe diventato il Signore del Fuoco. Zuko si rende conto di quanto sia stato simile a lei e si scusa con il suo paese per essere un povero sovrano e diventa determinato a essere migliore.

### La leggenda di Korra
Nella serie sequel si scopre che Zuko ha fondato insieme al defunto Avatar Aang nella creazione della Repubblica delle Nazioni Unite dopo la guerra dei cent'anni. Tre anni prima dell'inizio della serie, ha rinunciato alla sua posizione di Signore del Fuoco in favore di sua figlia, Izumi, e viaggia per il mondo, di solito sul suo drago Druk, come ambasciatore per la pace. È commemorato da una statua alla stazione centrale di Città della Repubblica. Suo nipote Iroh II è un generale delle Forze Unite insieme al figlio maggiore di Aang, Bumi. Nella terza stagione viene rivelato che Zuko ha lavorato con l'Ordine del Loto Bianco per tenere sotto controllo le principali minacce mentre Korra era ancora in allenamento. In particolare, ha lavorato a fianco di Sokka, Tenzin (il figlio minore di Aang) e Tonraq, padre di Korra, per contrastare un tentativo del criminale Zaheer e dei suoi seguaci del Loto Rosso di rapire Korra quando era bambina. Quattordici anni dopo, Zuko venne a conoscenza delle nuove abilità di dominio dell'aria Zaheer e della successiva fuga. Insieme al padre Tonraq di Korra e i suoi cugini, Desna ed Eska, cerca di impedire che l'ultimo degli alleati di Zaheer venga liberato, ma i loro sforzi non hanno avuto successo. Quando Zaheer soffocò fatalmente la regina della Terra Hou-Ting e diede un ultimatum a Korra, Zuko tornò immediatamente alla Nazione del Fuoco, temendo che gli anarchici avrebbero preso di mira sua figlia. Zuko consiglia brevemente Korra riguardo alla situazione prima di partire, ed è sorpreso di apprendere che l'Avatar ha parlato con suo zio deceduto nel mondo degli spiriti. Quando Zaheer viene sconfitto nel finale di stagione, Zuko partecipa alla cerimonia di Jinora come maestro del dominio dell'aria ed esprime preoccupazione per la persistente minaccia del Loto Rosso. Zuko fa una breve apparizione nell'ultima stagione, partecipando all'incoronazione del principe Wu con sua figlia Izumi e gli altri leader mondiali.

## Caratterizzazione

### Personalità
A causa del suo esilio, Zuko ha dimostrato di essere irascibile, impaziente e (a volte) anche depresso. Nonostante ciò, si dimostra anche premuroso sebbene il suo giudizio fosse pesantemente offuscato dalla sua gelosia nei confronti della sorella minore Azula e dal suo desiderio di essere all'altezza delle aspettative di suo padre. Ha un legame stretto con sua madre Ursa e suo zio Iroh. Si sforza di riguadagnare onore e attenzione agli occhi di suo padre cercando di catturare l'Avatar in suo nome, ma dopo essere tornato alla Nazione del Fuoco dai suoi anni di esilio, si rese conto che i sentimenti malvagi di suo padre verso di lui non potevano essere ricostruiti, nemmeno con la cattura dell'Avatar. Dopo la battaglia con suo padre durante l'eclissi solare, Zuko parte per unirsi ad Aang e ai suoi amici nella loro missione per sconfiggere la Nazione del Fuoco. Zuko decise che cercare di riconquistare l'onore, in sostituzione dell'amore, era inutile e una perdita di tempo. Capì che aveva un ruolo importante nell'aiutare l'Avatar a porre fine alla guerra dei cento anni e spesso mostrava aggressività nei confronti di Aang durante l'addestramento del dominio del fuoco a causa del fatto che Aang avrebbe dovuto impararlo prima che la Cometa di Sozin arrivasse alla fine del estate. A causa della sua cicatrice, ha anche un complesso di inferiorità nel suo aspetto, come quando afferma con rabbia che: "gli adolescenti normali si preoccupano della loro faccia! Io non ho questo lusso! Mio padre ha deciso di impartirmi una lezione permanente - sulla mia faccia!"

### Poteri e abilità
Zuko è un dominatore molto abile: è in grado di sprigionare e controllare il fuoco in varie forme. Oltre a saper scagliare pugni e calci di fuoco, nonché fiammate di forma varia, Zuko è in grado di creare gigantesche fruste di fuoco, ed anche lame di fuoco che escono tra le dita chiuse ed i polsi. Zuko non riesce a praticare la generazione di fulmini (a differenza di sua sorella Azula), la forma più pura del dominio del fuoco, tuttavia apprende dallo zio Iroh quella per deviarne uno, inventata dallo stesso Iroh. Successivamente, insegnerà questa tecnica anche ad Aang in vista dello scontro con suo padre Ozai.
Il principe è abile nell'arte marziale del Shaolinquan come gli altri dominatori del fuoco, ma dimostra una agilità, una forza, una resistenza e dei riflessi decisamente superiori alla media, confacenti al suo rango elevato ed ai suoi studi continui. Tuttavia il livello del suo potere, per buona parte della serie, è molto condizionato dal suo stato d'animo: se infatti si dimostra capace di sconfiggere in duello l'odiato rivale Zhao, all'epoca col grado di comandante pur risparmiandolo, successivamente sembra quasi perdere il proprio dominio quando, unendosi alla squadra dell'Avatar, perde gran parte di quei sentimenti di rabbia e vergogna che l'avevano guidato negli ultimi anni. Riacquisterà i pieni poteri solo ricercando la vera origine del dominio del fuoco dai guerrieri del Sole, con il fuoco come il simbolo di energia e vita, e non di distruzione come gli avevano insegnato: così facendo riscoprirà il dominio in forma dello stile del drago danzante; inoltre l'esser stato reputato degno da Ran e Shaw, i due draghi risiedenti presso i guerrieri del Sole, ed esser stato da loro istruito sul segreto dell'originale dominio del fuoco gli ha dato nuova consapevolezza ed incrementato la potenza del suo dominio, rendendolo un dominatore praticamente al pari di sua sorella Azula.
Zuko sa usare anche le armi bianche, prediligendo l'utilizzo delle sciabole gemelle (lo shuang dao, una sciabola doppia simile alla spada farfalla).

## Concezione e sviluppo

### Design
Zuko è un bellissimo giovane, intelligente, abile nel suo dominio, con la pelle pallida, gli occhi dorati e i capelli neri. La parte sinistra della sua faccia è quasi completamente occupata da una cicatrice che ha ricevuto in seguito ad un Agni Kai contro suo padre Ozai. Nel Libro primo, Zuko ha una testa rasata con una coda di cavallo. Nel Libro secondo, taglia la coda di cavallo nella prima puntata della stagione e lascia i capelli crescere. Nel Libro terzo ha un chignon sulla testa, ma di solito è visto con i capelli sciolti al di fuori del palazzo reale. Nella prima stagione Zuko ha un fisico muscoloso, che diventa più sottile man mano che la serie progredisce prima di riacquistare peso nella terza stagione.
Ne La leggenda di Korra, l'anziano Zuko sfoggia una lunga barba e lunghi capelli bianchi, proprio come il suo bisnonno Avatar Roku. È ancora abbastanza in forma e potente nonostante sia novantenne (al momento del Libro quarto).
Diventa lo Spirito Blu quando indossa una maschera, ovviamente blu, il cui design è stato ispirato da una maschera Nuo del re dei draghi del dramma cinese. La scelta del colore è ricaduta sul blu perché i creatori pensarono che una maschera rossa avrebbe indicato l'identità segreta dello Spirito blu al pubblico con troppa facilità.

### Doppiatori
Zuko è doppiato da Dante Basco ne La leggenda di Aang da adolescente, mentre da Elijah Runcorn da bambino. Dev Patel, l'attore che lo interpreta nel film, è anche il doppiatore nel videogioco basato sulla pellicola. Bruce Davison doppia Zuko anziano ne La leggenda di Korra.

## Accoglienza
L'accoglienza nei confronti di Zuko è stata straordinariamente positiva sia dalla critica che dai fan. Tory Ireland Mell di IGN ha pensato che fosse "doloroso" guardare Zuko provare a conquistare la fiducia del team Avatar poiché era "completamente vulnerabile e non importava a nessuno." Mell ha trovato la sua riunione con Iroh come "commovente." Zuko è stato inserito da Paste Magazine come il miglior personaggio dell'universo Avatar, con lo scrittore Zach Blumenfeld che ha sottolineato la sua complessa trasformazione e la sua storia di redenzione nel corso della serie.

## Altri media
Zuko appare come antagonista nella trasposizione cinematografica della serie L'ultimo dominatore dell'aria, interpretato dall'attore britannico di origine indiana Dev Patel.